# Ludwig Benjamin
Ludwig Benjamin (1825—1848) fue un médico, y botánico alemán quien contribuyó con Carl Friedrich Philipp von Martius en la Flora Brasiliensis.

## Honores

### Eponimia
El género Benjaminia fue nombrado en su honor.
- La abreviatura «Benj.» se emplea para indicar a Ludwig Benjamin como autoridad en la descripción y clasificación científica de los vegetales.[1]